# Masa de aire

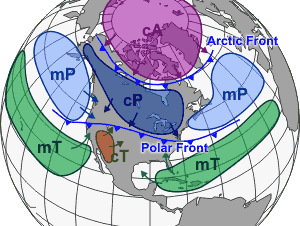
Las diferentes masas de aire que afectan a América del Norte, así como a otros continentes, tienden a estar separadas por límites frontales

En meteorología, una masa de aire es un volumen de aire definido por su temperatura y contenido de vapor de agua. Las masas de aire cubren muchos cientos o miles de kilómetros y se adaptan a las características de la superficie debajo de ellas. Se clasifican según la latitud y sus regiones de origen continental o marítimo. Las masas de aire más frías se denominan polares o árticas, mientras que las masas de aire más cálidas se consideran tropicales. Las masas de aire continental y superior están secas, mientras que las masas de aire marítimo y monzónico son húmedas. Los frentes meteorológicos separan las masas de aire con diferentes características de densidad (temperatura o humedad). Una vez que una masa de aire se aleja de su región de origen, la vegetación subyacente y los cuerpos de agua pueden modificar rápidamente su carácter. Los esquemas de clasificación abordan las características de una masa de aire, así como la modificación.

## Clasificación y notación

Regiones de origen de masas de aire globales

La clasificación de Bergeron es la forma más ampliamente aceptada de clasificación de masa de aire, aunque otros han producido versiones más refinadas de este esquema en diferentes regiones del mundo. La clasificación de masa de aire implica tres letras. La primera letra describe sus propiedades de humedad, con c utilizada para las masas de aire continentales (seco) ym para las masas de aire marítimo (húmedo). Su región de origen: T para tropical, P para polar, A para ártico o antártico, M para monzón, E para ecuatorial y S para aire superior (un aire de calentamiento y secado adiabático formado por un movimiento descendente significativo en la atmósfera). Por ejemplo, una masa de aire que se origina en el desierto al suroeste de los Estados Unidos en verano puede ser designada como "cT". Una masa de aire que se origina sobre el norte de Siberia en invierno puede indicarse como "cA".
La estabilidad de una masa de aire puede mostrarse usando una tercera letra, ya sea "k" (masa de aire más fría que la superficie debajo de ella) o "w" (masa de aire más cálida que la superficie debajo de ella). Un ejemplo de esto podría ser una masa de aire polar que sopla sobre la Corriente del Golfo, denominada "cPk". Ocasionalmente, también se puede encontrar el uso de un apóstrofo o "tic de grado" que denota que una masa de aire dada que tiene la misma notación que otra que está reemplazando es más fría que la masa de aire reemplazada (generalmente para masas de aire polares). Por ejemplo, una serie de frentes sobre el Pacífico puede mostrar una masa de aire denominada mPk seguida de otra mPk'.
Otra convención que utiliza estos símbolos es la indicación de modificación o transformación de un tipo a otro. Por ejemplo, una masa de aire ártico que sopla sobre el golfo de Alaska puede mostrarse como "cA-mPk". Otra convención más indica la superposición de masas de aire en determinadas situaciones. Por ejemplo, el paso de una masa de aire polar por una masa de aire del Golfo de México sobre el centro de los Estados Unidos podría mostrarse con la notación "mT/cP" (a veces usando una línea horizontal como en notación fraccionaria).

## Características
Las masas de aire tropicales y ecuatoriales son calientes a medida que se desarrollan en latitudes más bajas. Los que se desarrollan sobre la tierra (continental) son más secos y calientes que los que se desarrollan sobre los océanos y viajan hacia los polos en la periferia occidental de la cordillera subtropical. Las masas de aire tropicales marítimas a veces se denominan masas de aire comerciales. Las masas de aire marítimo tropical que afectan a los Estados Unidos se originan en el mar Caribe, el sur del golfo de México y el Atlántico tropical al este de Florida a través de las Bahamas. Las masas de aire de los monzones son húmedas e inestables. Las masas de aire superiores son secas y rara vez llegan al suelo. Normalmente, residen sobre masas de aire tropical marítimo, formando una capa más cálida y seca sobre la masa de aire húmedo más moderado que se encuentra debajo, formando lo que se conoce como una inversión de los vientos alisios sobre la masa de aire tropical marítimo.
Las masas de aire polares continentales (cP) son masas de aire frías y secas debido a su región de origen continental. Las masas de aire polares continentales que afectan a América del Norte se forman sobre el interior de Canadá. Las masas de aire tropicales continentales (cT) son un tipo de aire tropical producido por la cordillera subtropical sobre grandes áreas de tierra y generalmente se originan en desiertos de baja latitud como el Sáhara en el norte de África, que es la principal fuente de estas masas de aire. Otras fuentes menos importantes que producen masas de aire cT son la península arábiga, la parte central árida/semiárida de Australia y los desiertos que se encuentran en el suroeste de los Estados Unidos. Las masas de aire tropicales continentales son extremadamente calientes y secas. Las masas de aire árticas, antárticas y polares son frías. Las cualidades del aire ártico se desarrollan sobre hielo y suelo cubierto de nieve. El aire del Ártico es profundamente frío, más frío que las masas de aire polares. El aire del Ártico puede ser poco profundo en el verano y modificarse rápidamente a medida que se mueve hacia el ecuador. Las masas de aire polar se desarrollan en latitudes más altas sobre la tierra o el océano, son muy estables y, en general, menos profundas que el aire ártico. El aire polar sobre el océano (marítimo) pierde su estabilidad a medida que gana humedad sobre las aguas oceánicas más cálidas.

## Meteorología
Las masas de aire se forman generalmente en grandes zonas geográficas concretas donde la circulación atmosférica es lenta, estacionaria, estable y continua. Se originan sobre regiones polares, tropicales, océanos y continentes y adquieren las características de temperatura, humedad y presión locales. Estas características sólo se dan en los  anticiclones, zonas de alta presión atmosférica donde el aire es subsidiado y estable, especialmente en los centros de acción anticiclónica, es decir, anticiclones grandes y persistentes que desempeñan un papel fundamental en la climatología de una región geográfica. 
Así, en una zona de alta presión atmosférica, el aire diverge y tiende a escapar del centro del sistema hacia la periferia. Esta divergencia permite que el aire sea más uniforme y homogéneo, ya que es el mismo aire el que se propaga espacialmente por una zona geográfica. Por el contrario, si el aire es convergente, como en una zona de bajas presiones atmosféricas, esto favorecerá un aporte heterogéneo de aire procedente de distintas fuentes, lo que dará lugar a la confrontación de tipos de aire a menudo radicalmente opuestos y, por tanto, a la formación de frentes en los que existe una gran diferencia de temperatura, humedad y presión. 
La designación de características homogéneas de temperatura y humedad relativa se justifica, pues, por los tipos de masas de aire que se encuentran generalmente sobre Eponimia zonas geográficas. Sin embargo, las variaciones de insolación durante el año hacen que su localización varíe en latitud entre el verano y el invierno. La mayoría de las clasificaciones climáticas tienen en cuenta los movimientos de las masas de aire. La clasificación Tor Bergeron, utilizada a partir de la década de 1950 para Predicciones meteorológicas, es la más aceptada de ellas. Para este modelo, se necesitan tres letras para describir una masa de aire:
- La humedad es el primero de los parámetros que caracterizan las masas de aire: "c" se utiliza para definir las masas de aire continentales y, por tanto, secas, y "m" para definir las masas de aire marinas y, por tanto, húmedas;
- El segundo define la región de origen de la masa de aire, que presupone el calor almacenado por la masa de aire, así tenemos "T" para una zona tropical, "P" para la polar, "A" para la ártica o antártica, "M" para la monzónica, "E" para la ecuatorial, y "S" para una masa de aire seca formada por un descenso significativo del movimiento en la atmósfera;
- Opcionalmente se utiliza una tercera letra para designar la estabilidad de la masa de aire, que equivale a si la masa de aire es más cálida o más fría que el suelo sobre el que se asienta mediante las letras "w" y "k" respectivamente.

### Tipos
El frente, zona en la que confluyen diferentes masas de aire y donde se produce la ciclogénesis de las depresiones, es difícil de definir con precisión. En el Modelo noruego, existen cinco masas de aire en las latitudes medias del planeta y, por tanto, cuatro frentes. Estas divisiones surgen de la circulación atmosférica general y de la posición de las distintas corrientes en chorro. La secuencia de masas de aire de norte a sur en este modelo es por tanto:
- Aire continental ártico (cA) (más allá de los 60 grados norte y sur).
- Aire marítimo ártico (mA)
- Aire continental polar (cP) (entre 40 y 60 grados de latitud)
- Aire marítimo polar (mP)
- Aire marítimo tropical (mT)

La masa de aire continental tropical (cT) puede añadirse en las zonas áridas cercanas al ecuador, como el Sáhara (capa de aire sahariana), Arabia, Australia o los desiertos norteamericanos, y la masa de aire marítimo ecuatorial (mE) a lo largo de la Zona de Convergencia Intertropical.

Distribución de las masas de aire alrededor de la Tierra

## Movimiento y frentes

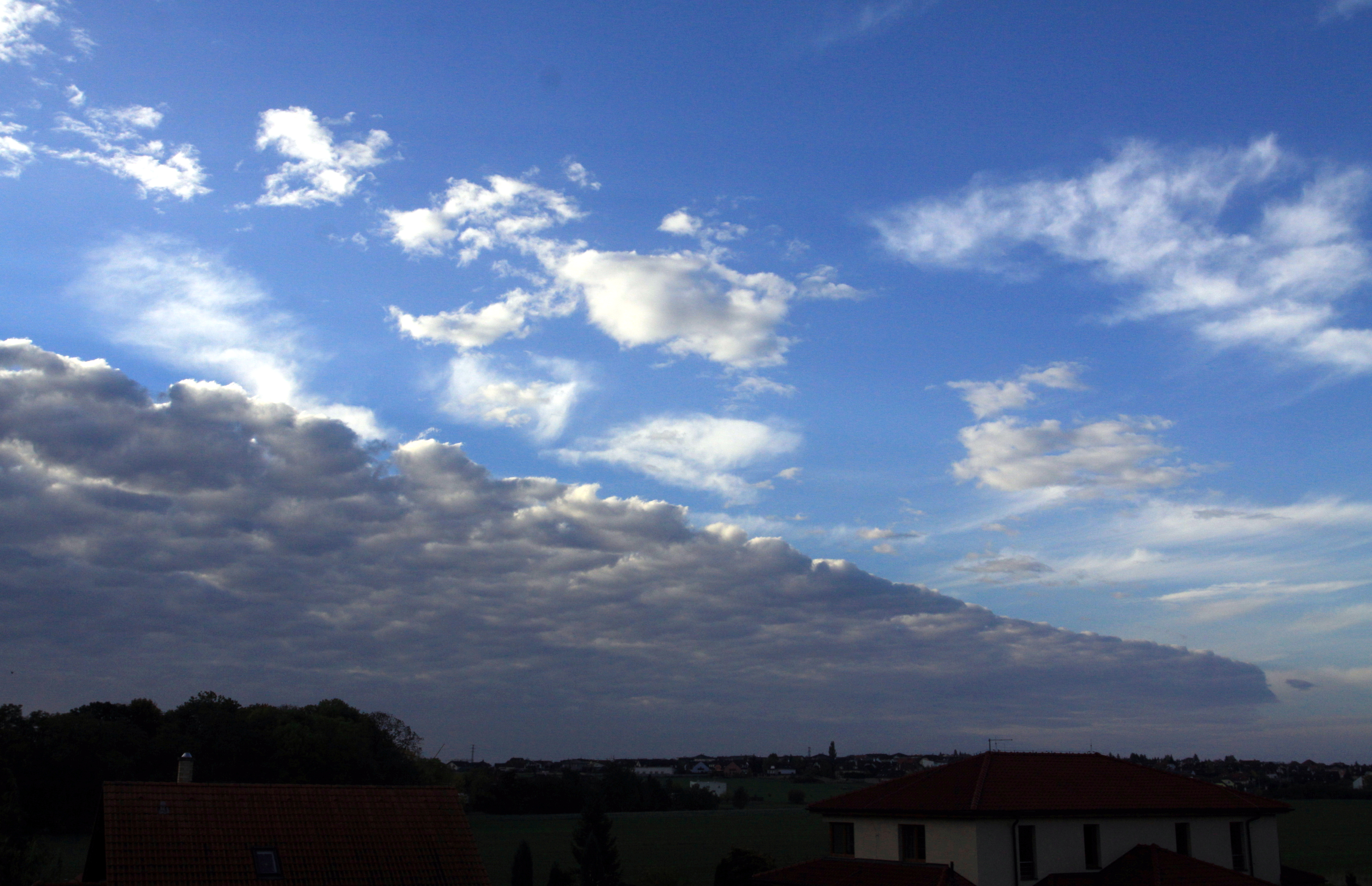
Imagen de frente frío (parte izquierda de la imagen) moviéndose sobre la República Checa

Un frente meteorológico es un límite que separa dos masas de aire de diferentes densidades y es la principal causa de los fenómenos meteorológicos. En los análisis meteorológicos de superficie, los frentes se representan utilizando varios símbolos y líneas de colores, según el tipo de frente. Las masas de aire separadas por un frente suelen diferir en temperatura y humedad. Los frentes fríos pueden presentar bandas estrechas de tormentas eléctricas y clima severo, y en ocasiones pueden estar precedidos por líneas de turbonada o líneas secas. Los frentes cálidos suelen estar precedidos por precipitaciones estratiformes y niebla. El clima generalmente se despeja rápidamente después del paso de un frente. Algunos frentes no producen precipitaciones y tienen poca nubosidad, aunque invariablemente hay un cambio de viento.
Los frentes fríos y los frentes ocluidos generalmente se mueven de oeste a este, mientras que los frentes cálidos se mueven hacia los polos. Debido a la mayor densidad del aire a su paso, los frentes fríos y las oclusiones frías se mueven más rápido que los frentes cálidos y las oclusiones cálidas. Las montañas y los cuerpos de agua cálidos pueden ralentizar el movimiento de los frentes. Cuando un frente se vuelve estacionario y el contraste de densidad a través del límite frontal desaparece, el frente puede degenerar en una línea que separa las regiones de diferente velocidad del viento, conocida como línea de corte. Esto es más común en mar abierto.

## Modificación

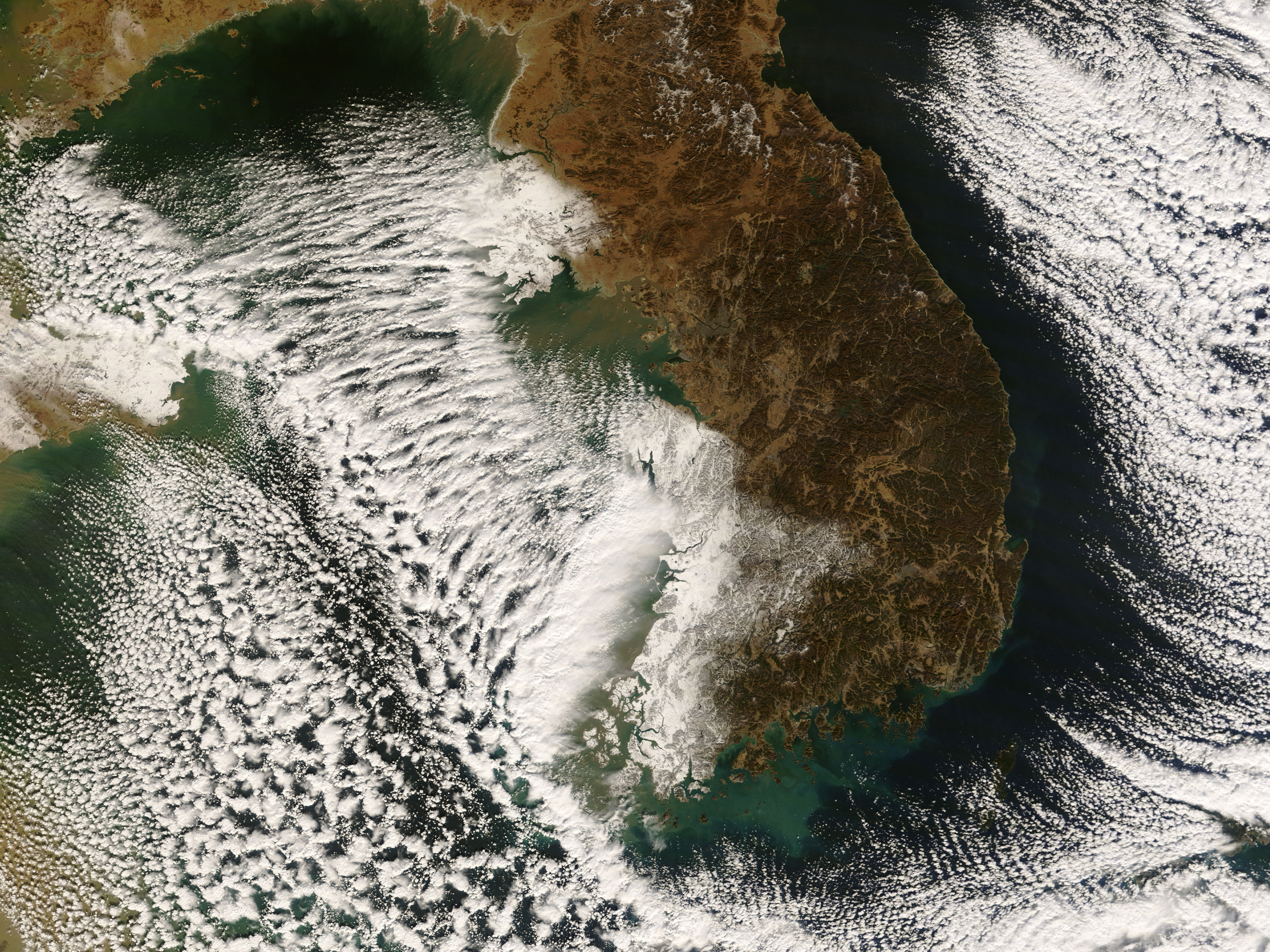
Bandas de nieve con efecto lago cerca de la península de Corea

Las masas de aire se pueden modificar de diversas formas. El flujo superficial de la vegetación subyacente, como el bosque, actúa para humedecer la masa de aire suprayacente. El calor de las aguas más cálidas subyacentes puede modificar significativamente una masa de aire en distancias de 35 kilómetros (21,7 mi) a 40 kilómetros (24,9 mi). Por ejemplo, al suroeste de los ciclones extratropicales, el flujo ciclónico curvo que lleva aire frío a través de los cuerpos de agua relativamente cálidos puede provocar bandas de nieve estrechas con efecto lago. Esas bandas traen una fuerte precipitación localizada, ya que los grandes cuerpos de agua, como los lagos, almacenan de manera eficiente el calor que resulta en diferencias de temperatura significativas (mayores de 13 °C) entre la superficie del agua y el aire de arriba. Debido a esta diferencia de temperatura, el calor y la humedad se transportan hacia arriba, condensándose en nubes orientadas verticalmente que producen chubascos de nieve. La disminución de la temperatura con la altura y la profundidad de las nubes se ven directamente afectadas tanto por la temperatura del agua como por el entorno a gran escala. Cuanto más baja la temperatura con la altura, más profundas se vuelven las nubes y mayor es la tasa de precipitación.